# Georges Smets
Georges Smets est un juriste, historien, sociologue et ethnologue belge né à Molenbeek-Saint-Jean (Bruxelles) le 7 juillet 1881 et mort à Etterbeek (Bruxelles) le 8 février 1961. Il est également Professeur et recteur de l’Université libre de Bruxelles, directeur l'Institut de Sociologie Solvay, il compte parmi les membres de l’École de Bruxelles.

## Biographie

### Origine et enfance
Georges Smets est issu d’une famille anticléricale purement bruxelloise. Ses grands-parents, du côté maternel étaient des tapissiers de la rue Royale et appartenaient à la bourgeoisie commerçante.  Du côté paternel, le grand-père de Georges Smets est issu du milieu artisanal hautement qualifié de la ville de Bruxelles: il exerçait le métier d’ébéniste-facteur de piano. Georges smets en a hérité un sentiment profond de la déontologie professionnelle, le souci de la finesse et de la précision allant jusqu’au perfectionnisme. Ses parents étaient tous deux professeurs dans l’enseignement officiel normal. Georges Smets est le fils unique d’Auguste Smets, un militant libéral qui fut échevin à la commune Molenbeek-Saint-Jean pendant 50 ans; Auguste Smets était dans son milieu une autorité morale. Georges Smets resta toute sa vie attaché au libéralisme et à l’enseignement officiel mais sans être un militant. Sa vie de professeur à l’Université libre de Bruxelles  l’amena  à pratiquer  le “libre-examen” se traduisant par une certaine ouverture d’esprit. Sa famille est l’image d’une mobilité sociale ascendante de type classique: l’artisanat qualifié, l’enseignement secondaire, le professorat universitaire, étapes couvertes en trois générations.

### Mariage
Georges Smets se marie avec Clary Terlinck le 20 septembre 1910 à Furnes. Le 16 juillet 1911, ils ont ensemble un enfant, Annie Smets, qui portera également le nom d’Annie Dorsinfang-Smets dû à son deuxième mariage. Annie décède, veuve, le 10 janvier 2001 à Uccle, à l’âge de 89 ans.

## Parcours intellectuel

### Formation
Georges Smets effectue ses années d’études secondaires à l’Athenée Royal de Bruxelles dans la section greco-latine. En juin 1899 il obtient au Concours général les prix de latin (premier prix d'honneur), grec (prix non décerné, première place), français (prix d'honneur unique), histoire et géographie (premier prix d'honneur), chimie, physique et mathématiques (premier prix d'honneur).
En octobre 1899, il entre à l’Université Libre de Bruxelles, d'où il ressort docteur en Philosophie et Lettres en 1903 avec la plus grande distinction.
En 1904, grâce à sa thèse sur Henri 1er Duc de Brabant, supervisée par le professeur Léon Vanderkindere et publiée en 1908, il décroche le titre de docteur spécial en Histoire avec la plus grande distinction.
Il effectue des séjours d’études au séminaire d’histoire médiéval de l'Université́ de Strasbourg, à Fribourg-en-Brisgau et à Rome de 1905 à 1906.
Il entame ensuite des études de droit dans lesquelles il ressort Docteur en droit en 1908, toujours avec la plus grande distinction.
Au cours de ses années de formation, il se lie d’amitié avec un autre étudiant, Eugène Dupréel. Une amitié exceptionnelle sans l’évocation de laquelle on ne peut saisir le développement de leur pensée et de leur œuvre.

### Carrière académique
Georges Smets a donné pas moins de 19 cours durant sa carrière.
Il devient professeur intérimaire en 1906, en même temps que la poursuite de son cursus en droit, et enseigne le cours des « Notions sur les institutions politiques de Rome » ainsi que le cours d’ « Histoire politique de Rome ». Ces cours lui sont confiés par Léon Vanderkindere, qui était son professeur d’Histoire lors de son premier cursus en Philosophie et Lettres en 1899. L. Vanderkindere considérait G. Smets comme un « historien de haute qualité ».
Smets accède aux fonctions de chargé de cours le 18 juillet 1908 où il dispense le cours d’histoire politique de l’Antiquité. Le 24 décembre 1910, il devient professeur extraordinaire. En 1918, il obtient le titre de professeur ordinaire, date à laquelle il arrête le barreau de Bruxelles pour se consacrer pleinement à sa fonction professorale.
Georges Smets, en sus de ses nombreuses fonctions professorales au cours des années précédentes, devient le 6 juillet 1929, recteur de l’Université Libre de Bruxelles, élu par ses pairs, jusqu’en 1932. Cette même année, il devient directeur adjoint de l’Institut de Sociologie Solvay et 2 ans plus tard, directeur de ce même institut.
Il exerce la fonction de président à la faculté de Philosophie et Lettres de 1935 à 1938. En 1940, comme bon nombre de ses confrères, il est démis de ses fonctions par les autorités allemandes. Il se réfugie donc à Toulouse, où il devient membre puis président du Comité de l’Académie des sciences, Inscription et Belles-Lettres de Toulouse. Quatre ans plus tard, il retrouve ses fonctions et est nommé membre permanent du Conseil d’administration de l’Université Libre de Bruxelles.
Il préside également le comité de l’Institut de Philologie et d’Histoire orientale et slave de 1947 à 1954. Il devient directeur honoraire de l’institut Solvay en 1953. Deux ans plus tard, le 25 juin 1955, il est nommé recteur honoraire de l’Université Libre de Bruxelles.

## Fonctions exercées hors de l'Université libre de Bruxelles
- Président de l’Académie des sciences, Inscription et Belles-Lettres de Toulouse en 1940;
- Président du conseil d’administration de la société d’anthropologie de Paris en 1946;
- Correspondant étranger de l’Université de Columbia en 1947;
- Membre correspondant de la Classe des Lettres et des Sciences morales par l’Académie royale de Belgique en 1932[8];
- Membre titulaire de la Classe des Lettres et des Sciences morales par l’Académie royale de Belgique en 1939;
- Associé en 1939 et ensuite titulaire en 1950 de l’Institut royal colonial belge;

## L'affaire Moulin
En 1931, Léo Moulin étudiant de l’Université libre de Bruxelles a été arrêté en Italie pour avoir en sa possession des documents antifascistes. Georges Smets décide alors de se rendre à Rome pour y défendre en personne Léo Moulin. Ceci a été une opportunité pour Smets de défendre les principes de son Université et la dignité de celle-ci, mis en cause par les autorités judiciaires fascistes.

## Prix et distinctions
- Grand-Officier de l'Ordre de la Couronne et de l'Ordre de Léopold;

- Officier de la légion d'Honneur;
- Commandeur de l'Ordre du Sauveur (Grèce);
- Commandeur de l'Ordre de Saint-Sava (Yougoslavie)[12]

## Principaux ouvrages et bibliographie

### Œuvre principale
En 1919, après la Première Guerre mondiale, Georges Smets publie sous l’égide de l’Institut de sociologie Solvay, une œuvre nommée « La réforme du Sénat ». Cet ouvrage n’est pas qu’un simple ouvrage technique, il est également un essai de philosophie politique où la méthode du sociologue et la critique de l'historien s'attachent à déterminer objectivement les conditions de fonctionnement d'une démocratie libérale et pluraliste. Il analyse avec finesse le débat de nos constituants du congrès national au sujet du rôle et de la composition du Sénat.  

### Autres ouvrages[13]
- Henri I, Duc de Brabant, 1190-1235, Bruxelles, H. Lamertin, 1908
- La chronique de Dino Compagni, Liège, Impr. La Meuse, 1909
- Ethnologie et sociologie, Bruxelles, Impr. médicale et scientifique, 1930 ;
- Les origines de la société, Paris, La renaissance du livre, 1931 ;
- La vie sociale dans le borinage houillier, Bruxelles, 1939 ;
- Le Matriarcat et l’Évolution, Revue de l’Université de Bruxelles, 1929-1930, pp. 12-34.
- La Propriété chez les primitifs, Revue de l’Université de Bruxelles, 1931-1932, pp.6-35.